# Aulacophora mariana
Aulacophora mariana es un coleóptero de la familia Chrysomelidae.
Fue descrita científicamente por primera vez en 1943 por Chujo.